# Gmina Osiek (Powiat Oświęcimski)
Die Gmina Osiek ist eine Landgemeinde im Powiat Oświęcimski der Woiwodschaft Kleinpolen in Polen. Ihr Sitz ist das gleichnamige Dorf mit etwa 6800 Einwohnern.

## Geschichte

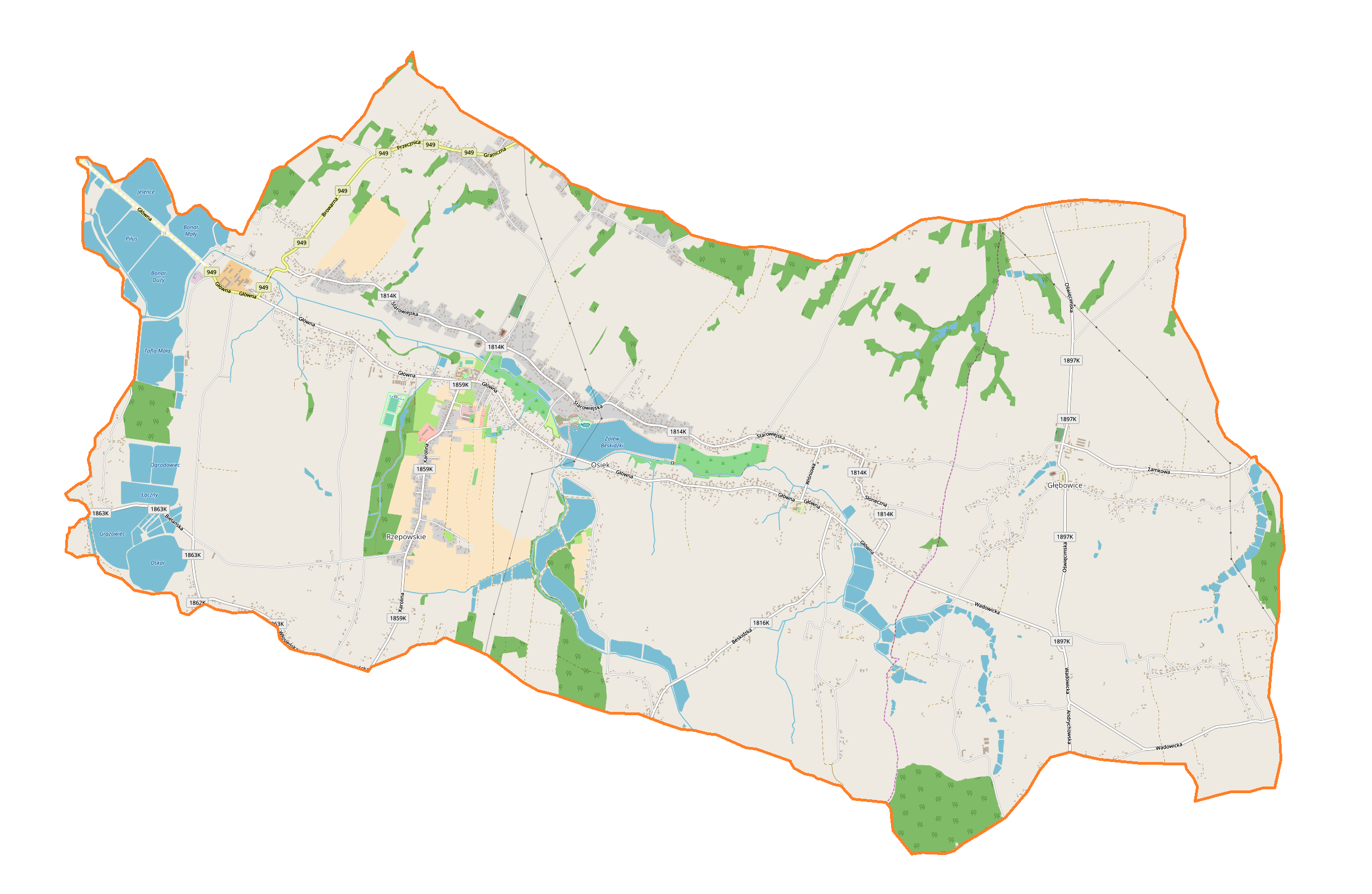
Karte der Landgemeinde

Von 1975 bis 1998 gehörte die Gemeinde zur Woiwodschaft Bielsko-Biała.

## Gliederung
Zur Landgemeinde (polnisch gmina wiejska) Osiek gehören die beiden Dörfer Głębowice und Osiek mit jeweils einem Schulzenamt (sołectwo).
Weitere Ortschaften sind die beiden Siedlungen Karolina und Rzepowskie.

## Sehenswürdigkeiten
In die Denkmalliste der Woiwodschaft sind in der Gemeinde eingetragen:
- Holzkirche in Osiek, liegt an der kleinpolnischen Holzarchitektur-Route
- Kirche in Głębowice, zum Teil in Holzbauweise errichtet
- Burgruine in Głębowice
- Schloss und Park in Osiek

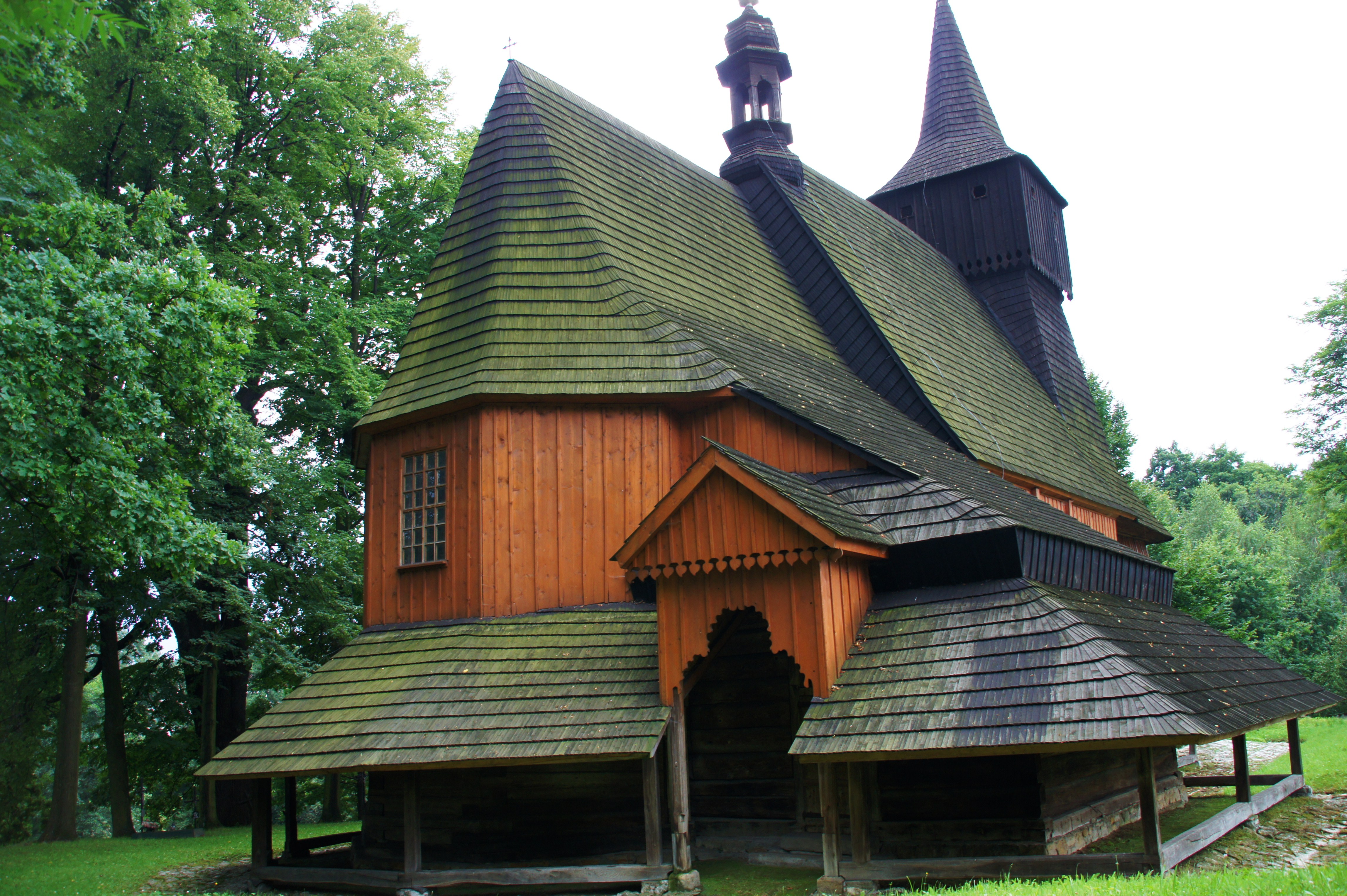
Holzkirche in Osiek
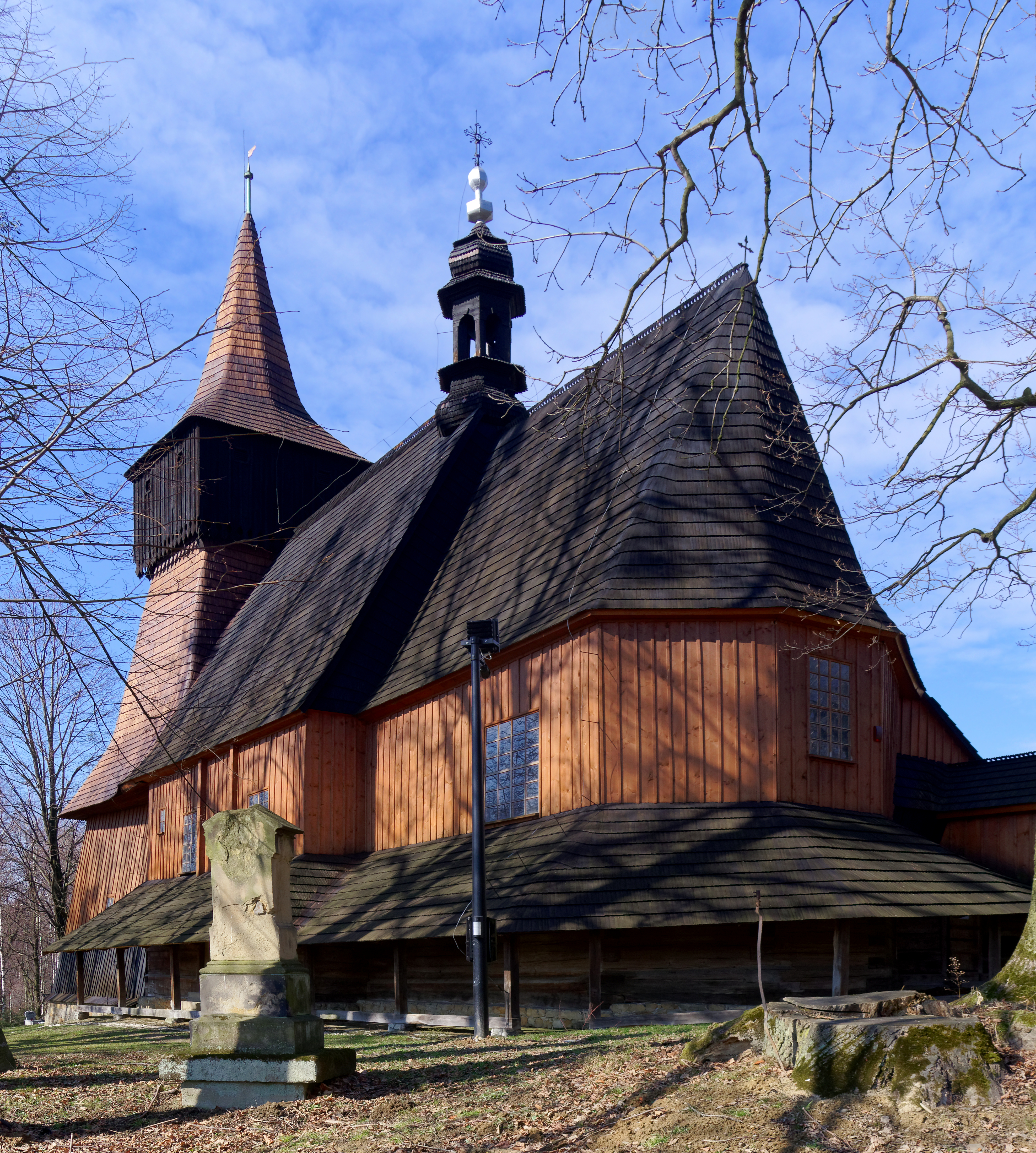
Rückansicht
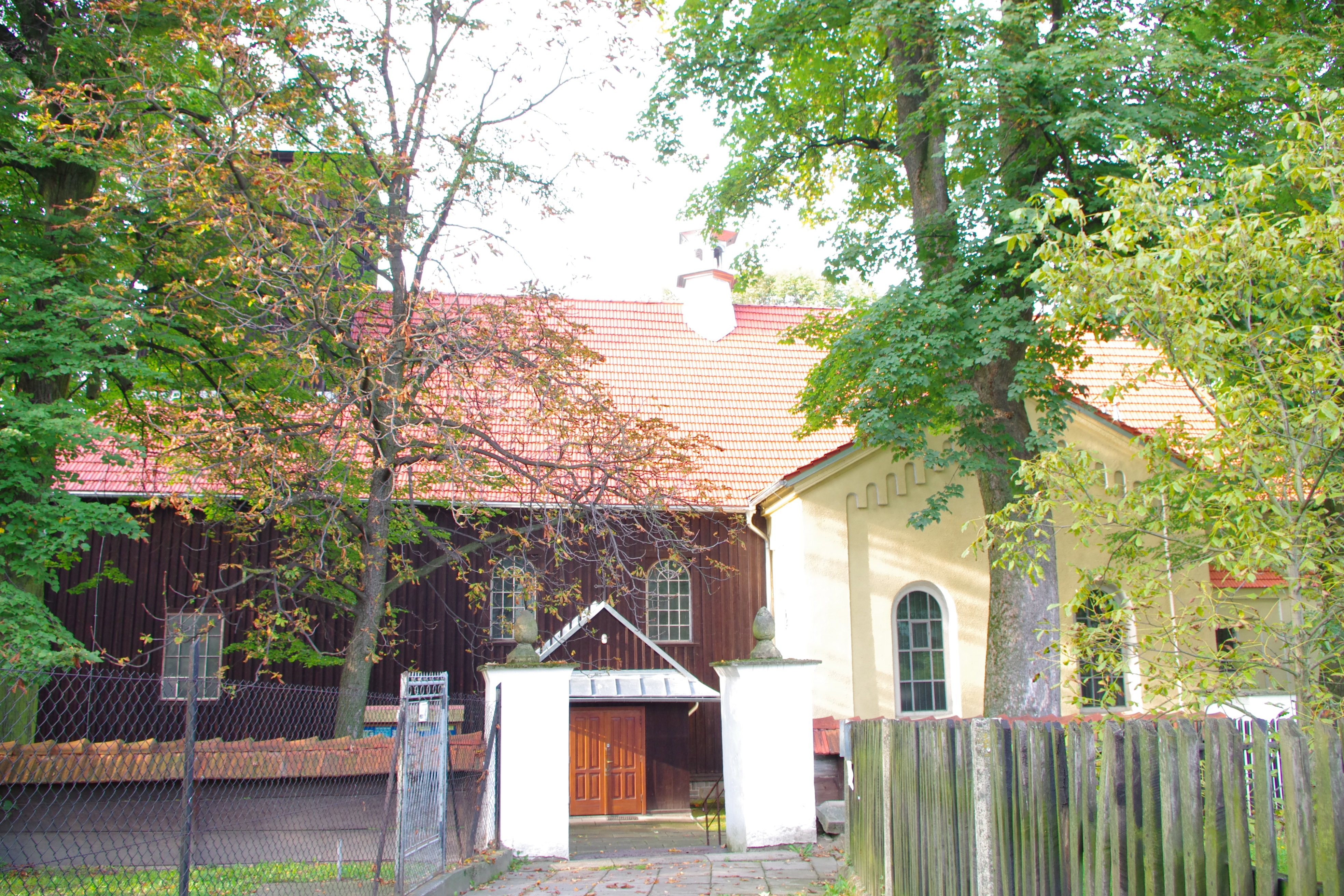
Kirche in Głębowice
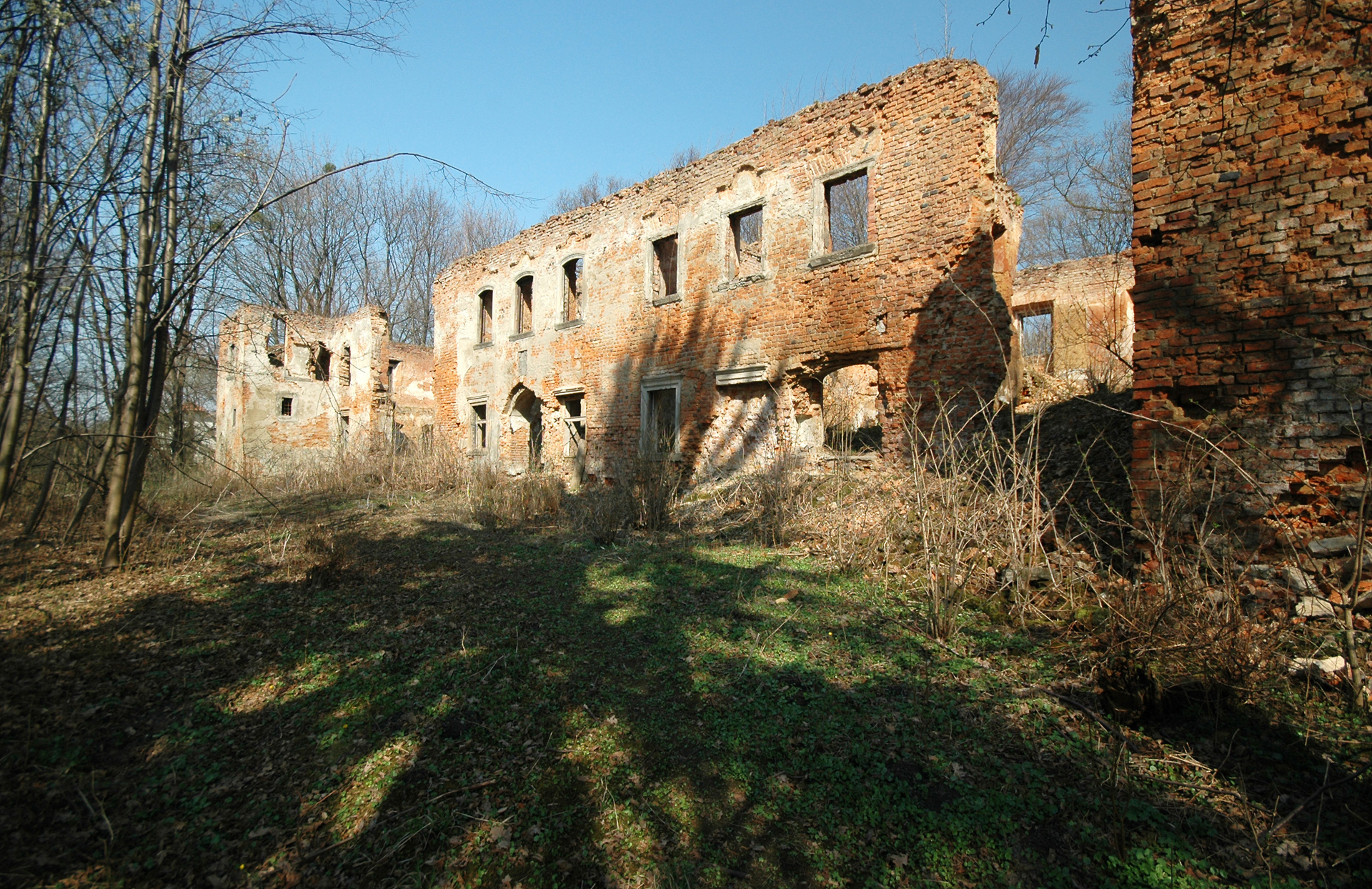
Burgruine in Głębowice
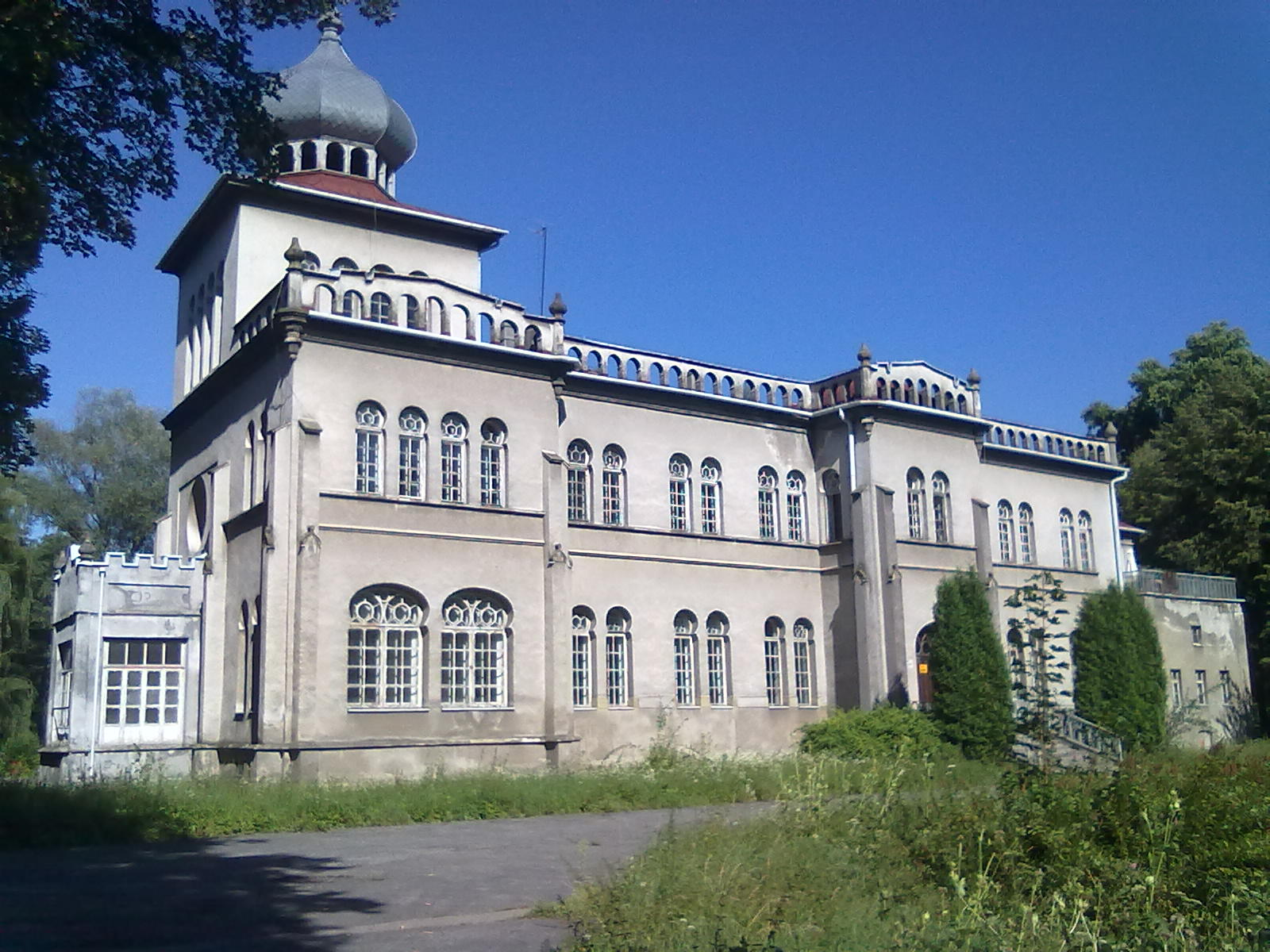
Schloss in Osiek
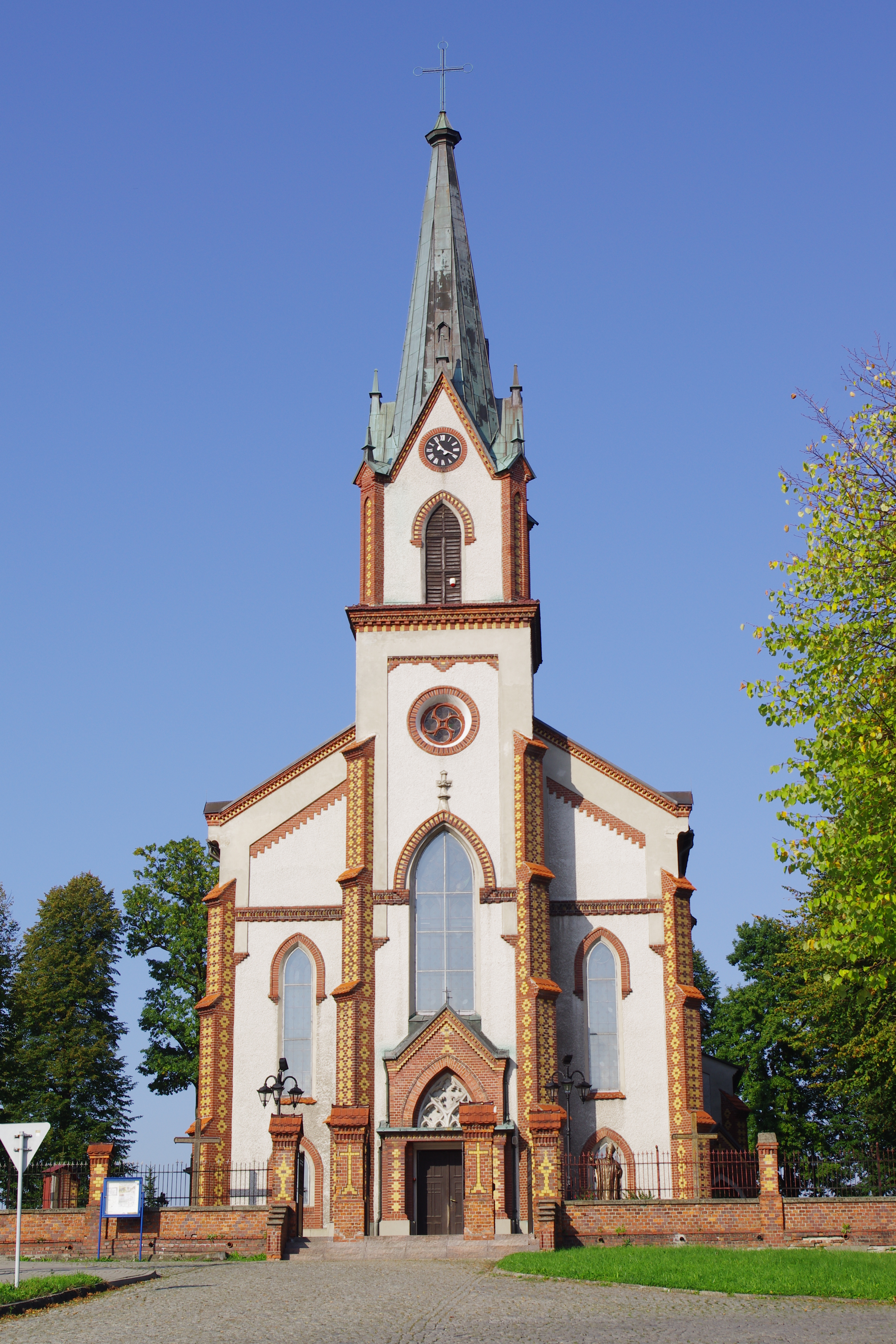
Neue Kirche in Osiek